# Bányai Gábor (politikus)
Bányai Gábor (Budapest, 1969. augusztus 27. –) magyar kertész-üzemmérnök, növényvédelmi és tápanyag-gazdálkodási szakmérnök, politikus; 2006. május 16. óta a Fidesz – Magyar Polgári Szövetség országgyűlési képviselője. Kiskunhalas,  Jánoshalma, Mélykút, Nemesnádudvar, Madaras, Kunbaja, Kelebia és Hajós díszpolgára. Jánoshalmán lakik.

## Családja
Nős, felesége Móricz Krisztina. Öt gyermekük van.
Családja 3 évszázada Jánoshalmán lakozik.

## Életrajz
1991-ben a Kertészeti Egyetem kecskeméti Kertészeti Főiskolai Karán kertész-üzemmérnök végzettséget kapott. 2003-ban a Kecskeméti Főiskolán növényvédelmi és tápanyag-gazdálkodási szakmérnök szakon végzett.
1991 és 1992 között Jánoshalmán dolgozott gyakornokként egy Tsz-közi vállalatnál. 1993-tó 1997-ig a jánoshalmai Szent Anna Római Katolikus Általános Iskola pedagógusa volt. 1997 és 2003 között a Felső-Bácskai Önkormányzatok Szövetségénél dolgozott vidékfejlesztési menedzserként. 2002-től 2006-ig a jánoshalmai Városgazda Kft. ügyvezető igazgatója volt.
2006 és 2014 között a Bács-Kiskun Megyei Önkormányzat megyei közgyűlésének elnöke.
2006-tól tagja az Országgyűlésnek, mandátumát a 2006-os és a 2010-es választáson a Bács-Kiskun megye 10. OEVK-ban (Bácsalmás) szerezte. A 2014-es és a 2018-as országgyűlési választásokon a Bács-Kiskun 5. OEVK-ban (Kiskunhalas) indult és lett országgyűlési képviselő.
2006. május 30. és 2010. május 13. között Környezetvédelmi bizottság tagja. 2010. május 14. és 2014. május 5. között a Fenntartható fejlődés bizottságának tagja. 2014. május 6. és 2014. június 2. között a Vállalkozásfejlesztési bizottság alelnöke. 2014. június 2. és 2015. május 26. között a Vállalkozásfejlesztési bizottság tagja. 2015. május 26-a óta a Vállalkozásfejlesztési bizottság alelnöke. Társalgási szinten beszél németül. Feleségével gazdálkodnak, gyümölcstermesztéssel foglalkoznak. Tagja a Gyümölcs és Szőlőtermesztők Jánoshalmi Egyesületének, a jánoshalmi Római Katolikus Egyházközség képviselőtestületének és a Fidesz vármegyei választmányának.